# 湖南大学经济与贸易学院
湖南大学经济与贸易学院是湖南大学的直属学院。2000年，湖南大学和湖南财经学院合并，两校的国际经济贸易学科和经济学学科合并组建成经济与贸易学院。

## 学院简介
学院现有理论经济学与应用经济学两个一级学科博士学位授权点及硕士学位授权点，税务硕士与国际商务硕士两个专业硕士学位授权点，国际经济与贸易、经济学、财政学三个本科专业，其中国际贸易学为国家重点学科，国际经济与贸易专业为国家特色专业。

## 院系设置
设有国际经济与贸易系、经济系、财政税务系。 

## 外部連結
- 湖南大学经济与贸易学院 （页面存档备份，存于）